# コングダム
コングダムは、1999年に山佐が開発・販売したパチスロ機である。

## 概要
シーマスターX、おいちょかばXに続く4thリール搭載機である。ゲーム性は演出などシーマスターの続編とも呼べるものである。
演出はシーマスターを強化させたものとなっており、演出の組み合わせ総数は252種類にも及ぶ。
4thリール「テトラリール」は揺れながら回転する大地震など迫力のあるものとなり、より存在価値を高めた。
基本的にはレバーオンで予告音とともにテトラリールが回転するが、各リールストップ時に回転することがある。後のリールで回転するほど信頼度が高い。また、通常回転でも予告音の高音、低音、回転方向によって信頼度が異なる。
リーチ目も多数搭載している。また、出目によってはテトラリールとの絡みでボーナスを察知することもある。
リプレイはずしも可能である。
開発段階ではシリーズを海・陸・空と想定しており、海がシーマスター、陸が本機である。その後、空をモチーフにした機種が発売される予定だったと予想される。

## 後続機
- ジャングルマスターコングダムは2019年5月に発売された5.9号機である。
- 20年ぶりに初代コングダムの後続機が発売された。初代と同じく4thリール搭載機である。
- ビッグボーナスは逆押しで左リール上段に赤7を2回ビタ押しすることで最大300枚獲得できる。レギュラーボーナスは1度逆押しで左リール緑7を目押しすることで最大84枚獲得できる。
- ビッグボーナス終了後は20ゲームのナイトモードというRTに突入する。この間に抽選に当選すると100or999ゲームのジャングルタイムというRTに突入する。
- ナイトモード、ジャングルタイムはレギュラーボーナス終了後にゲーム数が残っていれば再びナイトモード、ジャングルタイムに再突入する。
- 小役の内、取りこぼすのはベルのみ(中リール)である。チェリーは取りこぼす位置で押しても代わりに3枚役が揃うため、損失はない。
- ベルは4thリール始動時しか揃わない。始動しても通常音始動の場合は揃わない。